# دودو تاسا
دودو تاسا (العبرية: דודו טסה، 10\2\1977 -) هو مغنٍ، كاتب أغاني، موسيقي ومنتِج فني إسرائيلي من اصل عراقي. تاسا هو المغني الرئيسي في فرقة دودو تاسا والكويتيون، التي تنتج تسجيلات وتوزيعات جديدة لأغانٍ عراقية قديمة كُتِبَت ولُحّنت على يد الأخوين العراقيين صالح وداوود الكويتي، جد تاسا وأخيه.

## حياته الفنية والموسيقية
ولد دودو تاسا وترعرع في حي هاتيكفاه في تل أبيب. تعلم تاسا في برنامج تدريس المسرح في المدرسة الثانوية، وأصدر ألبومه الأول بعنوان «أوهيڤ إت هاشيريم» (لعبرية: אוהב את השירים، أحب الأغاني) عندما كان عمره 15 عاما.
أصدر تاسا ألبومه الثاني يوتير بارور (العبرية: יותר ברור، أوضح) في العام 2000 بعد إنهاء خدمته العسكرية. لقي الألبوم مديح النقاد بالرغم من مبيعاته المنخفضة.
أصدر تاسا ألبومه الثالث «مِتوخ بحيرا» (מתוך בחירה، اختيار) في العام 2003. لقي الألبوم نجاحا وتغطية أكثر من ألبوماته السابقة - وذلك بعد أن نال تاسا شهرته كعازف غيتار رئيسي في فرقة البرنامح الليلي الإسرائيلي المشهور «ياتسبان»، الذي عرِض في سنوات الـ90 - 2000 - حيث تم عزف أغانيه في الراديو الإسرائيلي بشكل واسع. ضم الألبوم أغانٍ أصلية خاصة بتاسا وإصدارات مجددة، مثل أغنية «هيي لي حاڤير هيي لي آح» (العبرية: היה לי חבר היה לי אח، كن لي أخا، كن لي صديقا) الإسرئيلية، وأغنية «فوق إلنت خِلّ» العراقية.
ألبوم تاسا الرابع، «بِديوك بَزمان» (בדיוק בזמן، في الوقت المناسب) أصدِر في العام 2004
في العام 2006 أصدر الألبوم الخامس «لولا» (לולה).
في العام 2009، صدر ألبوم تاسا التاسع، "بَسوف مِتراغليم لِهَكول" (בסוף מתרגלים להכל، بالآخر بتتعود). سبقت إصدار الألبوم الأغنية المنفردة "إيزِه يوم (איזה יום، يا له من يوم) بمشاركة جوني جرينوود عازف الإيتار الرئيسي لفرقة راديوهيد. في نفس العام شارك تاسا في فيلم لبنان من إخراج صاموئيل معاذ. بعد ذلك شارك في أفلام إسرائيلية أخرى.
أصدر تاسا ألبوم حفلة حية في العام 2010 تحت اسم «أحاري لايلة روعِش» (אחרי לילה רועש، بعد ليلة صاخبة).
أصدر تاسا الألبوم «سحارحوريت» (סחרחורת، دوخة). بعد سنتين، في العام 2014، أصدر الألبوم عير في بهالوت (עיר ובהלות، مدينة المخاوف) والذي ربح عليه جائزة ملحّن العام من أكوم (رابطة الموسيقيين، الملحنين والناشرين الإسرائيلية).
في العام 2016 أصدر تاسا ألبوم «هاجوليه» (הגול , The Exile، المنفى).
في العام 2017 أصدر تاسا البوم الحفلة الحية الثاني دودو تاسا بِهوفاعا (دودو تاسا في حفلة مباشرة، דודו טסה בהופעה).
في العام 2018 اشترك تاسا مع الشاعر إيلي الياهو في إنتاج الألبوم «إيغيريت إل هَيلاديم» (איגרת אל הילדים، رسالة للأطفال). يحتوي الألبوم على ثمانية أشعار لإلياهو والتي قام تاسا بتلحينها. أُصدِر الألبوم كأسطوانة فونوغراف فقط ولكنه يباع كقرص هدية مع كتاب الأشعار بكتابة إلياهو.
تعاون تاسا على مر السنوات مع عدة مغنين وفنانين إسرائيليين مثل شلومه آرتسي، يهوديت رافيتس، بِري ساخاروف، نسرين قادري، نينت طايب وآخرين.

## دودو تاسا والكويتيون
أصدر تاسا في العام 2011 الألبوم «دود تاسا والكويتيون» (דודו טסה והכוויתים) الاسم الذي أصبح اسم فرقة تاسا الموسيقية. تأسس الألبوم على أغانٍ كلاسيكية عراقية من النصف الأول من القرن العشرين والتي ألّفت وغنيّت على يد داود وصالح الكويتي، جدّ تاسا وأخيه. بدأ تاسا العمل على الألبوم عشر سنوات قبل صدوره، وبعد أن أدى أغنية فوق النا خل كجزء من الموسيقى التصويرية لفيلم «إتجه يسارا بعد آخر الدنيا» (Turn Left at the End of the World، סוף העולם שמאלה). بعد هذه التجرية الأولية، بدأ تاسا بجمع الأغاني التي ألّفها وأدّاها الأخوان الكويتي، وضمها في ألبوم مع موسيقى حديثة. احتوى الألبوم على تسجيلات أصلية للأخوين الكويتي وجوقتهم العراقية.
لقي الألبوم نجاحًا كبيرًا، حيث باع آلاف النسخ ونال جائزة أكوم (رابطة الموسيقيين، الملحنين والناشرين الإسرائيلية) على الإنتاج. شارك في إنتاج الألبوم كل من بيري سخروف، يوديت رافيتس، وكارميلا تاسا، أم دودو تاسا وابنة داود الكويتي. الأغنية «وين يا قلب» من الألبوم كانت أول أغنية عربية تعزف في محطات الراديو الإسرائيلية الكبرى.
تم توثيق التسجيلات للألبوم الأول في الفيلم «عراق اند رول» (2011) والذي يحكي قصة جمع وإحياء موسيقة الأخوين الكويتي. تم عرض الفيلم في مهرجانات سينمائية عالمية وحاز على مديح النقاد.
في العام 2015، أصدِر ألبوم فرقة تاسا الثاني، «على شواطئ» بالاشتراك مع الفنانة نينت تايب التي أدت الأغنية «ذوب وتفطر».
انطلقت الفرقة، «دودو تاسا والأخوان كويتي» في جولة عروض في الولايات المتحدة وأوروبا وشاركت في عدة مهرجانات روك مثل مهرجان كوتشيلا ومهرجان SXSW في أوستين، TX، مهرجان زيجت (Sziget Festival) في هنغاريا، ومهرجان WOMEX. في العام 2017 اختيرت الفرقة لتفتتح عروض فرقة راديوهد في جولة عروضها في 2017 في الولايات المتحدة وفي عرضها في إسرائيل.
في تشرين الأول\اوكتوبر 2018، أصدرت الفرقة ألبوم «الهجر».

## حياته الشخصية
تزوج دودو تاسا من نوعا كرام في 30 أيلول سبتمبر 2014 وأنجبا طفلتهما البكر في العام 2015 وطفلهم الثاني في 2017.

## وصلات خارجية
- دودو تاسا على موقع IMDb (الإنجليزية)
- دودو تاسا على موقع ميوزك برينز (الإنجليزية)
- دودو تاسا على موقع ديسكوغز (الإنجليزية)
- دودو تاسا على موقع قاعدة بيانات الفيلم (الإنجليزية)

- مع الفنان الإسرائيلي دودو تاسا . على يوتيوب (قناة الحرة، 23.4.2019).